# Yuina
YUINA（ユイナ、旧：ゆいな）は、日本のミュージシャン、ギタリスト。
愛媛県出身のAB型。2009年にDollyを脱退し、2011年1月からソロ活動を開始し同年3月にデビュー。2023年1月より、代表取締役社長の田坂 允二として株式会社UNREALISM設立。

## 来歴
2月6日愛媛県で生まれ、中学時代にギターを始める。高校を自主退学後すぐにバンドを組み、地元愛媛県のライブハウス松山サロンキティを中心にライブ活動を行い2005年に上京。同年Dolly結成。2009年にDollyのギタリストとしてメジャーデビュー後、同年11月4日・5日、LIQUIDROOM ebisu 2daysワンマンを以て脱退。
2011年
1月ソロ活動開始。翌2月に池袋BlackHoleにてファーストワンマンライブを行う。3月2日にはファーストシングル「花言葉」でデビュー、オリコンインディーズウィークリーチャートで1位獲得。
6月25日の名古屋ell.SIZEでのワンマンを皮切りに「yuina monthly 夏LIVE 2011[気分はtour、0625-0731]」がスタート。
7月27日にはセカンドシングル「hurry_new_world / HELLO」のリリース。
2012年
11月21日マキシ・シングル「ゴシックの愛を下さいな。」リリース。
12月21日 Dolly O-EAST公演にゲスト出演。翌、12月22日 東京月見ル君想フにてワンマンライブ「本日、ゴシックの愛を頂戴致します。」を遂行。
2013年
2月6日マキシ・シングル「歌舞伎女の成れの果て / シアワセネイロ」でメジャーデビュー。
2月6日池袋 Black Holeにてリリースパーティ「シアワセの時間」を遂行。
4月17日メジャーで初となる、フルアルバム『猫-nyan-的愛哭AB型理論』をリリース。
4月21日仙台MACANA公演より「yuina 単独公演tour 愛国4都市型理論」がスタート。tour finalは代官山UNIT。
同年Dollyのボーカル蜜との音楽ユニットDOPPELのコンポーザー兼ギタリストとして活動開始。
4月4日「エッグノック」(配信限定)、5月5日「Anemθne」(配信限定)リリース。両作品ともダウンロードランキング上位にランクイン。
6月5日ミニアルバム『エッグノック』リリース。6月6日・7月7日 「エッグノック」と題した単独公演を行う。
7月3日にリリースされたhideソロ活動20周年記念 トリビュートアルバム" SPIRITS II "に「Beauty & Stupid」のカヴァーで参加。

## 人物
Dolly時代は主に作曲だけで作詞は無く、ソロになって初めて作詞を始める。独特で遊び心のある世界観の歌詞にも注目を浴びている。
全楽曲のサウンドプロデュースをD.I.E（hide with Spread Beaver）が手掛けている。
「オシャンティ-ROCK-」がコンセプト。
ゲストミュージシャンとコラボした楽曲制作等遊び心にも溢れている。
メジャーデビュー作ではゲストドラマーに真矢（LUNA SEA）を迎えている。

## Liveサポートメンバー /2011
- Guitar:斉藤律
- Guitar:つかさ（ex.bis）
- Bass:孝宜（N.I.M）
- Drums:優太（ex.メガマソ）
- Keybord:D.I.E（hide with Spread Beaver）

## Liveサポートメンバー /2012〜
- Drums:CHARGEEEEEE...
- Keybord:coba84

## 作品

### シングル
1. 花言葉（2011年3月2日）オリコンインディーズチャート初登場１位
2. hurry_new_world / HELLO（2011年7月27日）
3. ゴシックの愛を下さいな。（2012年11月21日）
4. 歌舞伎女の成れの果て／シアワセネイロ（2013年2月6日）

### アルバム
1. 猫-nyan-的愛哭AB型理論（2013年4月17日）

### 配信限定シングル
1. ステレオにザクロ（2011年6月1日）

## テレビ
- HOT WAVE（2011年6月26日）